# Crème chiboust

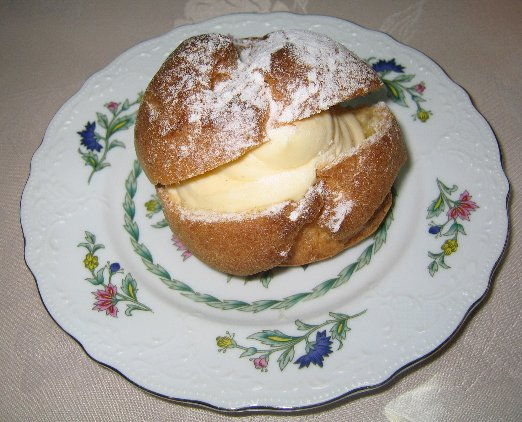
Un chou à la crème.

La crème chiboust (ou Chiboust), également appelée crème (à) saint-honoré, est une crème pâtissière, allégée à chaud de blancs d'œufs battus en meringue.

## Historique
La crème chiboust a été créée par le pâtissier parisien Auguste Julien Chiboust, installé rue Saint-Honoré. En 1840, s'inspirant d'un dessert bordelais appelé « flan suisse », il invente le saint-honoré, dont le centre est rempli de crème chiboust.

## Préparation
La crème chiboust est une crème pâtissière, généralement aromatisée à la vanille, allégée à chaud avec des blancs d'œuf montés meringués.

## Utilisation
Elle garnit traditionnellement le saint-honoré, et parfois les religieuses, les choux à la crème, les cornets ou manchons.